# Mandarin (frugt)
 For alternative betydninger, se Mandarin. (Se også artikler, som begynder med Mandarin)
En mandarin (Citrus reticulata) er en citrusfrugt, der gror på mandarintræet. Træet og frugten er sandsynligvis opkaldt efter farven på mandarinernes embedsdragt. Klementinen er en steril mandarintype. Mandarinfrugterne er sammentrykte ved polerne og ikke runde som appelsiner. De smager mindre surt end appelsiner, og de har en markant, intensiv aroma. 
Hver frugt består af ca. 9 stykker, som er fyldt med orangefarvede, saftholdige celler. Hvert stykke er omgivet af en tynd hud (endokarp), mens frugten i sin helhed er omgivet af en olierig, duftende dobbeltskal. Det indre lag af skallen er en hvid mesokarp, mens det ydre er en exokarp, der til at begynde med er grøn, men bliver orange under modningen. Den hvide del er ved modenhed omdannet til et netværk af fibre, hvad der har givet den sit videnskabelige navn (reticulata = ”netagtig”). Kernerne er ovale og runde ved den ene ende, men spidse ved den anden. De er grønne i frøhviden, og en stor del af dem har mere end én kim.
Skallen lader sig let fjerne fra frugtkødet, og det er også let at dele indholdet op i stykker. Derfor er det let at skrælle og dele frugterne med de bare hænder.